# Staatliche Pädagogische Universität der Region Altai

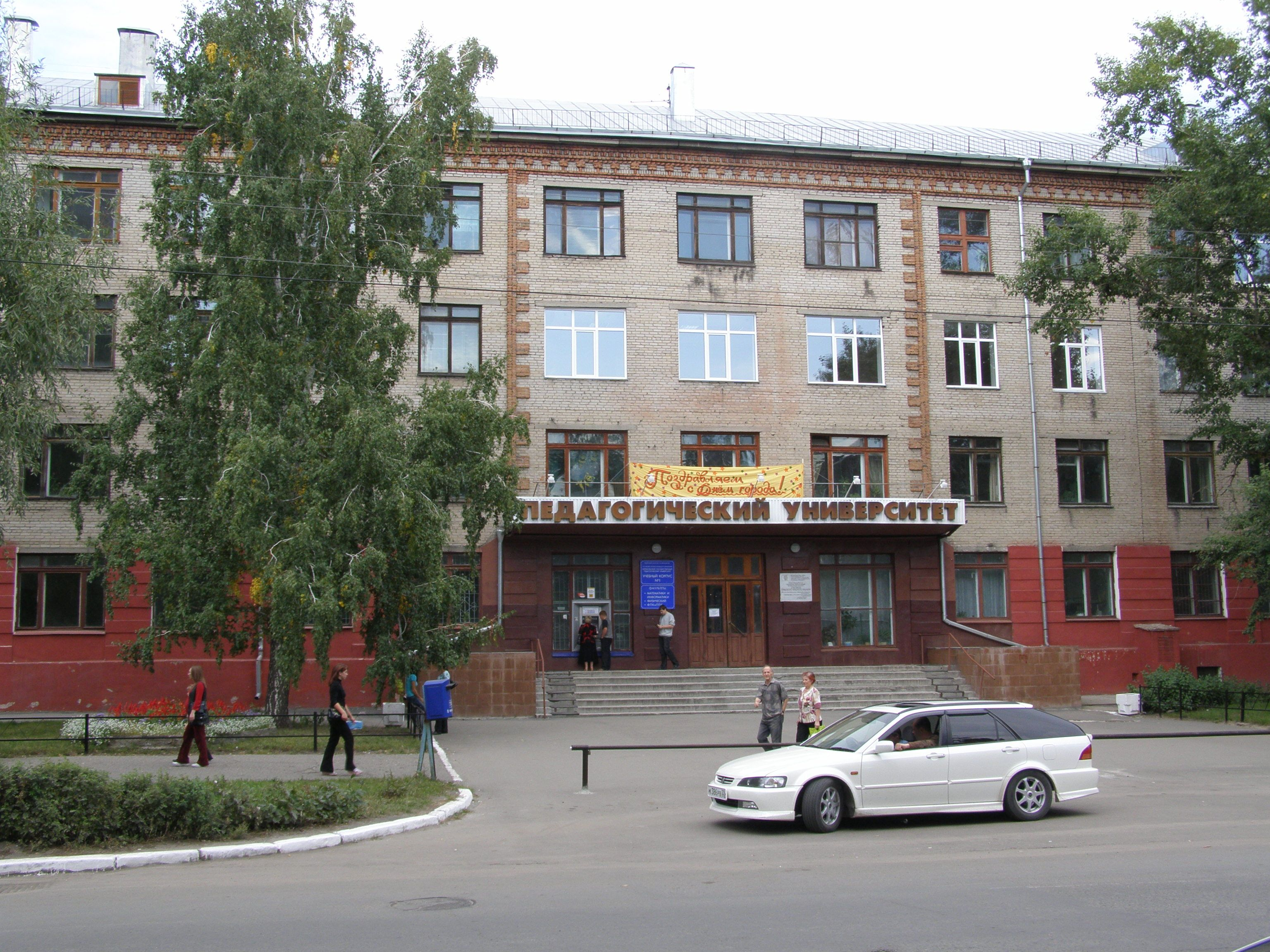
Pädagogische Universität in Barnaul

Die Staatliche Pädagogische Universität der Region Altai (auch Altaische Staatliche Pädagogische Universität, aus dem russischen: Алтайский государственный педагогический университет) ist eine pädagogische Hochschule in Barnaul, Region Altai, Russland.
Die Staatliche Pädagogische Universität der Region Altai wurde am 1. September 1933 als Staatliches Pädagogisches Institut Barnaul gegründet und im Jahr 1993 bekam sie den Status einer Universität. Im Jahr 2008 bekam die Staatliche Pädagogische Universität Barnaul den Status einer Akademie. Im Jahr 2014  bekam die Einrichtung erneut den Status einer Universität.
Die Staatliche Pädagogische Universität der Region Altai gliedert sich heute in 6 Institute und 1 Fakultät.
Es bestehen wissenschaftliche Kontakte zur Universität Viadrina in Frankfurt an der Oder.